# 七時吉祥
《七時吉祥》（英語：Love You Seven Times）是一部根据九鹭非香小说《一時衝動，七世不祥》改编的中国大陆古装玄幻轻喜剧，由李南、杜林执导，杨超越、丁禹兮领衔主演。2022年2月25日在浙江橫店影視城開機，同年5月9日殺青；2023年8月10日在愛奇藝播出。該劇也是中國影音網站愛奇藝2023年戀戀劇場上線的第二部作品。

## 劇情介紹
劇情講述了姻緣閣小仙祥雲（楊超越 飾）和仙君初空（丁禹兮 飾）二人陰差陽錯牽繫上古紅線，成為彼此綁定的歷劫仙侶，牽絆出一系列浪漫歡樂又跌宕糾纏的七世情緣故事。

## 播出時間
| 播放平台    | 所在地   | 播映日期                   | 播出時間 | 備註 |
| ----------- | -------- | -------------------------- | -------- | --- |
| 愛奇藝      | 中国大陆 | 2023年8月10日-2023年9月2日 | 19:00    | 会员 首周连更10天，首更6集。8月23日起，每周三至周五更新2集，周六更新1集。 非会员 首周连更11天，首更2集。8月23日起，每周三至周日更新1集。 |
| IQIYI国际版 | 海外     | 2023年8月10日-2023年9月2日 | 19:00    | 会员 首周连更10天，首更6集。8月23日起，每周三至周五更新2集，周六更新1集。 非会员 首周连更11天，首更2集。8月23日起，每周三至周日更新1集。 |

## 演员阵容

### 领衔主演
| 演員   | 角色                                           | 介紹 | 配音 |
| 杨超越 | 祥云／老虎／宋祥云／楊小祥／滄海（小棠）／虎妖 | 摩羅族滄海帝君→姻緣閣小仙侍→戰神的歷劫仙侶→扶緣仙子 三千歲，三萬年前原是六界之主、摩羅神族的滄海女帝，落入無界後變成一朵祥雲在天界飄盪，之後被紅線翁點化成仙，在姻緣閣負責為凡人牽紅線。為了完成帝君交代給姻緣閣的任務，幫初空牽線渡情劫以修復元神，祥云與初空二人不打不相識，陰差陽錯牽繫上古紅線牽絲引，需歷劫七世解開情結。歷經輪迴與每一世的初空相戀、分離，卻沒想到初空早已成為她的心上人。 與初空神君是同源元神，歷劫之時會元神此消彼長。 第一世為老虎（帶著記憶） 第二世為禁軍統領之女宋祥雲（帶著記憶） 第三世為御劍宗楊宗主之女楊小祥（未帶記憶） 第四世為男女調換身分成齊國公主祥雲（帶著記憶） 第五世為摩羅女帝滄海（未帶記憶） 第六世為詭林仙身偽虎妖（帶著記憶） | 原声 |
| 杨超越 | 明月                                           | 滄海同胞雙胞胎妹妹，因為摩羅祖訓有言，同性雙生為不祥，天生魔種，是以自幼便被禁錮隱藏起來，不為世人知。連滄海亦不知自己有這個妹妹，平時由錦城負責照看，被昊軒利用屠盡帝休一族。 | 原声 |
| 丁禹兮 | 初空／山豬／陸長空／貓妖                       | 上古天界戰神 拥有通天神力的麒麟神族二殿下，天生金麒麟，五萬歲，三萬年前與滄海一戰元神受損記憶喪失，祥云為了完成帝君交代給姻緣閣的任務，幫初空牽線渡情劫以修復元神，祥云與初空二人不打不相識，陰差陽錯牽繫上古紅線牽絲引，需歷劫七世解開情結。發現與祥雲一起經歷情劫可以修復元神。雖然喝下了忘川水喪失記憶，但每一世都能遇上祥雲、對她一往情深。 第一世為山豬（帶著記憶） 第二世為護國大將軍之子陸長空（未帶記憶） 第三世為聖凌教教主初空（帶著記憶） 第四世為男女調換身分成齊國將軍（帶著記憶） 第五世為麒麟族二殿下初空（未帶記憶） 第六世為詭林貓妖初空（帶著記憶） 原著是卯日星君座下弟子，因與祥雲發生爭執擾亂紅線影響了凡間姻緣，被天君打下凡間歷經七世輪迴。            | 原声 |

### 天庭
| 演員                    | 角色                   | 介紹 | 配音   |
| 張曉晨                  | 昊軒／天帝             | 昊軒神君 麒麟族大殿下，初空的哥哥。為了修復初空的元神而要求姻緣閣想辦法讓初空歷情劫；在初空第二次歷劫歸來後召見了祥雲並提拔她為扶緣仙子。 手上刻有會侵蝕身體的惡誅痕，某次閉關時被前來想告狀的李天王發現而殺了他。之後命孫天王找來靈藥想藉此消除惡誅痕。                                                                                     | 原声   |
| 星擇                    | 修茗／李修茗／裴修茗   | 上古仙君 三大神族之一的帝休族之子，六界仙植之主，年幼時因體弱而不受重視被送去摩羅神族當質子，與滄海青梅竹馬，暗戀滄海。一直保留著滄海贈與的法器天穹玉。 發現祥雲就是滄海的元神，為了不讓祥雲元神受損，次次阻饒初空與祥雲歷情劫。第二世（帶著記憶）為陳國三皇子寧王殿下，第三世為白鸛唐少掌門裴修茗。                                         | 杨凯祺 |
| 楊蒙恩                  | 李天王                 | 四天王之一，唯一的文天王。祥雲的朋友，常叫祥雲為小祥子，在轉命司負責書寫命簿，祥雲跟初空下界歷劫時命簿書寫者，後因發現昊軒神君秘密被昊軒神君所殺。常常吹噓自己練就了絕技「逐浪九峰」，傳的整個天界都知道了他的厲害，卻不知到底是真是假。 | 原声   |
| 合文俊                  | 孫天王                 | 四天王之一，在昊軒神君手下做事，常以神君的手下自豪，只要神君提出任何要求都會照辦。 | 原声   |
| 孟召重                  | 钱天王                 | 四天王之一，喜歡賈雲，常常來姻緣閣幫忙。 | 唐睿   |
| 雷鹏宇                  | 赵天王                 | 四天王之一。 | 赵哲豪 |
| 杨皓宇                  | 紅線翁                 | 姻緣閣閣主。 | 原声   |
| 寧佳                    | 贾云                   | 姻緣閣小仙 | 冯欣然 |
| 杨笠                    | 转命星君               | 轉命司的管理者。掌管命簿與負責傳達神諭。 | 刘喆   |
| 張雪菡 （童年：陳哚伊） | （真）東海鶯時         | 東海水君 東海公主，其實早在幼時已被錦蘿設計佔據身體而死。 | 徐佳琪 |
| 張雪菡 （童年：陳哚伊） | （假）東海鶯時／解鶯時 | 體內實為錦蘿，用一萬靈石加上女媧石得標了與初空一起歷情劫的權利，卻不想因為祥雲的失誤而錯失機會，怒而找祥雲興師問罪。後來祥雲獻計表示初空第二世下凡時，鶯時也可以一起偷偷跟著下凡歷劫，到時候（帶著記憶）再找機會讓兩人相遇而答應了。沒想到反而邂逅了女媧石的化身紫輝，與之訂下情緣。最後為了保護紫輝而死。後被錦蓮找到後恢復原來錦蘿的身分。 | 徐佳琪 |

### 摩羅族
| 演員   | 角色                   | 介紹 | 配音   |
| 林柏叡 | 錦蓮／陸千忍           | 摩羅族護法 錦蘿的哥哥。為了復活滄海奪取女媧石（紫輝），並將其投入人間沾染情愛。 摩羅族都是雙生，雙生子同生同死，因此錦蓮在找到隱藏蹤跡的錦蘿後，脅迫她去取紫輝已經生出情愛的石心，卻不想被錦蘿用她自己的心臟假冒石心欺騙，導致兩人重傷，為了修復元神不得不入凡間歷劫，成了藥師閣閣主陸千忍。 | 史泽鲲 |
| 林柏叡 | 錦城                   | 滄海女帝的護法 錦蓮與錦蘿之父。錦蓮與錦蘿天生元神虛弱，為了給錦蓮與錦蘿的靈藥，甘願為昊軒所驅使，卻不知這是個圈套。 |        |
| 葛秋谷 | 邪風                   | 錦蓮的手下。 | 陈啟刚 |
| 卢昱晓 | 锦蘿／千蘿／（假莺时） | 摩羅族聖女、護法 錦蓮的妹妹。與錦蓮為雙生子，同生同死。為了逃離哥哥的掌控和殺戮的生活，設計東海公主鶯時霸佔了她的身體，之後一直以東海公主的身分隱藏蹤跡，直到下凡歷劫遇見紫輝後被錦蓮發現。而後為保護紫輝將自己的心臟假冒女媧石心獻給錦蓮，造成兩人重傷；逃到人間歷劫化為一朵花修復元神。 歷經聖凌教一事後帶走了重傷的紫輝保護起來，以女醫的身分在深山居住。 | 徐佳琪 |
| 翟向阳 | 女媧石／紫辉／千谋     | 女媧石 被錦蓮投入人間沾染情愛而化形。化形之初因為不懂人情世故誤入青樓付不出錢來，被當成嫖客遭到追打，幸而得到宋祥雲的幫助脫逃，之後稱祥雲為「恩公」幫助她尋找鶯時；對鶯時一見鍾情，稱呼其為仙女姊姊，和鶯時互訴終生，最後卻因陸家敗落導致與鶯時一同去解救祥雲時，鶯時為了保護自己而死，死後仍不念念不忘。 被錦蘿重傷後失意遇見了下凡歷劫的錦蓮（千忍），帶回聖凌教成為聖凌教主的左右手，成了暗影堂堂主。最後保護教主而死。 聖凌教一戰後幾百年後醒來發現自己被錦蘿救回關在深山裡，直到下凡歷劫的初空與祥雲來找錦蘿求醫時才被發現。 | 孙志诚 |

### 其他演員
| 演員     | 角色                   | 介紹 | 配音   |
| 波       | 陸涼／麒麟王           | 第二世為護國大將軍、陸長空之父。一心為國為民，卻因為陸家功高震主被皇帝設計私吞軍餉而遭到滅族抄家，最後被馮都衛殺害。 第五世為三萬年前的麒麟神族之王，昊軒和初空之父。                                                                                  | 孙鹏   |
| 董璇     | 解貞                   | 第二世為陸長空之母，陸家被陷害敗落時為保護兒子長空試圖刺殺馮都衛遭到反殺。 | 王瑜   |
| 鄭國霖   | 宋勤文／楊宗主／摩羅王 | 第二世為陳國禁軍統領、宋祥雲之父，在宋家被李修茗陷害關入大牢後與妻子一同自裁。 第三世為御劍宗楊宗主、楊小祥之父，為了小祥的玲瓏心疾在帶著小祥求醫途中與妻子在客棧一同被殺害。 第五世為三萬年前摩羅神族之王、滄海與明月之父。                           | 周晓栋 |
| 海陸     | 婉君／楊夫人／齊國太后 | 第二世為宋將軍之妻、宋祥雲之母。在宋家被李修茗陷害關入大牢後與夫君一同自裁。 第三世為御劍宗楊宗主之妻、楊小祥之母，為了小祥的玲瓏心疾在帶著小祥求醫途中與夫君在客棧一同被殺害。 第四世為齊國太后，祥雲公主之母，與皇帝因誤會而產生嫌隙，最後冰釋前嫌。 | 刘曼   |
| 劉澤庭   | 陆放／小放             | 第二世為陸長空的小廝，喜歡翠碧。 第三世為聖凌教主的侍從。 第四世為齊國將軍的貼身侍衛。 | 张赫   |
| 王晓云子 | 翠碧                   | 第二世，宋祥雲的侍女，喜歡陸放。 第四世為齊國公主侍女。 | 白必卿 |
| 周可心   | 绿荷                   | 第二世，解鶯時的侍女。 | 魏小硕 |
| 張壘     | 李琰                   | 第二世，陳國皇帝。 | 李昊甲 |
| 张博之   | 李修哲                 | 第二世，陳國大皇子，仁孝愛民，卻不受皇帝喜歡，後即位成帝。 | 原声   |
| 李宇皓   | 李修文                 | 第二世，陳國二皇子。 | 任京浩 |
| 蔣冰     | 冯都尉／許文瑞         | 第二世為刑察司，陳國三皇子李修茗安插在陳國二皇子的眼線，行機要任務。 第三世為金屋派掌門許文瑞，是楊小祥滅門之禍的元凶。 | 高旭东 |
| 張皓承   | 解嵐                   | 第二世，鎮北大將軍，認解鶯時為義女，陸長空之舅舅。 | 张树彬 |
| 李昂     | 胡統領                 | 第二世，飛勇團統領。 | 原声   |
| 袁成傑   | 王伯阳                 | 第二世，飛勇團少將。 | 郭晨晖 |
| 金鑫     | 齐稚                   | 第四世，齊國皇帝，與太后因誤會而產生嫌隙，最後冰釋前嫌。 | 原声   |
| 姜熙饶   | 馨然                   | 第四世，衛國細作，齊國將軍新入府的女子，心思歹毒，利用口脂害公主滑胎。 | 原声   |
| 朱翔     | 毒蝎王                 | 首任妖王，受滄海點化建立詭林，設下結界，設立長老一職，專司掌管妖王之力。 | 原声   |
| 许占伟   | 黑鹰王                 | 第五任妖王，被初空擊敗。 | 原声   |
| 周小川   | 狂龙長老               | 詭林長老，掌管妖王之力。 | 张铎   |
| 李博     | 不问長老               | 詭林長老，舊主為昊軒，被昊軒奪金丹而死。 | 温健   |
| 劉澤宇   | 尾狐公子               | 金丹大妖。 | 喵小繁 |

## 电视剧原声带
| 《七時吉祥》影视原声带 | 《七時吉祥》影视原声带     | 《七時吉祥》影视原声带 | 《七時吉祥》影视原声带 | 《七時吉祥》影视原声带 |
| 曲序                   | 曲目                       |                        | 作曲                   | 演唱                   |
| ---------------------- | -------------------------- | ---------------------- | ---------------------- | ---------------------- |
| 1.                     | 哀情记（甜虐主题曲）       | 孙伟、王雨安           | 莫宇庭                 | A-Lin                  |
| 2.                     | 直到时间尽头（守护主题曲） | 陈恬                   | 陈恬                   | 刘宇宁                 |
| 3.                     | 光陰無話（亲情主题曲）     | 许愿一                 | 乐逸帆                 | 余超颖                 |
| 4.                     | 唯愛（燃爱主题曲）         | 陈恬、周青玦           | 刘逸君、沈锦天         | 詹雯婷                 |
| 5.                     | 破空（战神守护曲）         | 陈可心                 | 孙伟                   | 李常超                 |
| 6.                     | 心之方寸（恋恋情劫曲）     | 唐思淼                 | 尼洛                   | 叶炫清                 |
| 7.                     | 天天下雨（思慕单恋曲）     | 唐思淼                 | 阿书Veson              | 八三夭                 |
| 8.                     | 余味（沧海缠绵曲）         | 陈恬、王一栩           | 陈恬                   | 单依纯                 |
| 9.                     | 思想者（纯爱相思曲）       | 唐思淼                 | 阿书Veson              | 胡夏                   |
| 10.                    | 與愛無關（自爱勇气曲）     | 陈恬、王一栩           | 陈恬                   | 徐佳莹                 |

## 原著
| 出版时间      | 书籍名称                  | 作者     | 出版社               | 国际标准书号       |
| ------------- | ------------------------- | -------- | -------------------- | ------------------ |
| 2014年1月14日 | 《一時衝動，七世不祥 上》 | 九鹭非香 | 城邦原創股份有限公司 | ISBN 9789868993839 |
| 2014年1月14日 | 《一時衝動，七世不祥 下》 | 九鹭非香 | 城邦原創股份有限公司 | ISBN 9789868993846 |

## 爭議

### 疑似抄袭動漫《秦时明月》
該劇疑似抄襲動漫《秦时明月》中的武器及劇中配樂也疑似抄襲引發爭議，對此《秦時明月》官方微博也對此發布聲明，表示將保留追究侵權行為法律責任的權利。